# Uğur Boral
Uğur Boral (Tokat, Turquía, 14 de abril de 1982) es un exfutbolista turco. Se destacaba por su velocidad, habilidad de regate, y potencia de tiro. Jugaba por la banda izquierda, ya sea de lateral, interior, o extremo. Jugó toda su carrera en el fútbol turco y fue convocado para su selección.

## Biografía
Boral empezó su carrera profesional en el Gençlerbirliği en 2000.
Para que Uğur Boral ganara experiencia el club decide cederlo en dos ocasiones al Kocaelispor (01-02) y al Ankaraspor (03-04). Con el Ankaraspor consigue el ascenso a la Superliga de Turquía.
Después de las dos cesiones Boral empieza a jugar de manera regular en el Gençlerbirliği marcando 11 goles.
En 2006 ficha por su actual club, el Fenerbahçe, equipo con el que ganó una Liga y una Supercopa de Turquía. En este equipo empieza a ser titular en la temporada 07-08 gracias a la marcha de Tuncay Şanlı, quien era fijo en las alineaciones del Fenerbahçe, al Middlesbrough Football Club
Hizo su debut en la Liga de Campeones de la UEFA el 12 de diciembre de 2007 contra el CSKA Moscú, al que marcó dos goles en aquel encuentro.

### Selección nacional
Ha sido internacional con la Selección de fútbol de Turquía en 15 ocasiones. Su debut como internacional se produjo en marzo de 2006 en un partido amistoso contra la República Checa.
En la selección no ha brillado , debido a que no juega como titular, ya que en esa posición juega como titular Arda Turan.
En la Eurocopa de Austria-Suiza 2008 salió como titular, debido a una sanción de su compañero Arda Turan, y marcó su primer gol con la selección turca, en la semifinal contra Alemania (1-0) finalizando con un resultado de 2-3 a favor de los alemanes. 

## Clubes
| Club                       | País    | Año         |
| -------------------------- | ------- | ----------- |
| Alibeyköyspor              | Turquía | 2001-2002   |
| → Kocaelispor (cedido)     | Turquía | 2002        |
| Gençlerbirliği             | Turquía | 2003        |
| → Ankaraspor (cedido)      | Turquía | 2004        |
| Gençlerbirliği Spor Kulübü | Turquía | 2004 - 2006 |
| Fenerbahçe                 | Turquía | 2006 - 2011 |
| Samsunspor                 | Turquía | 2012        |
| Beşiktaş                   | Turquía | 2012 - 2015 |

## Títulos
- 1 Copa de Turquía (Gençlerbirliği, 2001)
- 1 Liga de Turquía (Fenerbahçe, 2007)
- 1 Supercopa de Turquía (Fenerbahçe, 2007)